# Anglia preistorică
Istoria Angliei preistorice cuprinde o perioadă lungă de timp, începând cu sosirea primilor oameni moderni în regiune în urmă cu aproximativ 40.000 de ani și continuând până la invazia romană din secolul I î.Hr. Regiunea a fost locuită în timpul preistoriei de triburi celtice, precum britonii, care s-au stabilit în insulă în jurul anului 3000 î.Hr.
În perioada preistorică, insula a fost locuită de mai multe triburi celtice, inclusiv icenii, cornii⁠(d) și catuvellaunii⁠(d). Aceste triburi s-au aliat pentru a forma regatele britonice înaintea invaziei romane.
Printre cele mai cunoscute situri arheologice din Anglia preistorică se numără Stonehenge, un cerc de pietre antice construit în jurul anului 3000 î.Hr. de către triburile neolitice. În plus, în perioada preistorică, insula a cunoscut și dezvoltarea unor așezări fortificate, cum ar fi Dealul Silbury și Dealul Wansdyke.
Cu toate acestea, istoria Angliei preistorice este în mare parte necunoscută din cauza lipsei de surse scrise și a pierderii multor artefacte antice în timp. În ciuda acestui fapt, arheologii continuă să descopere noi dovezi ale vieții și culturii din această perioadă îndepărtată a istoriei Angliei.